# Poisson-Algebra
Eine Poisson-Algebra ist in der Mathematik eine kommutative, assoziative Algebra, welche mit einer Poisson-Klammer ausgestattet ist. Die Klammer ist eine Lie-Klammer, welche zusätzlich die Leibnizregel erfüllt, das heißt sie ist eine Derivation der assoziativen Multiplikation.

## Poisson-Algebra
Sei {\displaystyle R} ein kommutativer Ring. Eine Poisson-Algebra {\displaystyle A} ist eine kommutative, assoziative {\displaystyle R}-Algebra {\displaystyle (A,\cdot )} mit einer {\displaystyle R}-bilinearen und antisymmetrischen Abbildung
{\displaystyle \{-,-\}:A\times A\to A},
genannt Poisson-Klammer, so dass
- {\displaystyle (A,\{-,-\})} eine Lie-Algebra über {\displaystyle R} ist,
- die Poisson-Klammer die Leibnizregel erfüllt

{\displaystyle \{f,g\cdot h\}=\{f,g\}\cdot h+g\cdot \{f,h\}}.
Die Striche in der leeren Poisson-Klammer {\displaystyle \{-,-\}} stehen dabei für einen Platzhalter.

### Erläuterungen
Der {\displaystyle R}-Modul {\displaystyle A} ist mit zwei {\displaystyle R}-bilinearen Abbildungen ausgestattet, der Multiplikation {\displaystyle \cdot \colon A\times A\to A} und der Poisson-Klammer {\displaystyle \{-,-\}\colon A\times A\to A}.
Für die Multiplikation {\displaystyle \cdot } und {\displaystyle f,g,h\in A} gilt
Kommutativität: {\displaystyle f\cdot g=g\cdot f}
Assoziativität: {\displaystyle f\cdot (g\cdot h)=(f\cdot g)\cdot h}
Für die Poisson-Klammer {\displaystyle \{-,-\}} und {\displaystyle f,g,h\in A} gilt
Antisymmetrie: {\displaystyle \{f,g\}=-\{g,f\}} und {\displaystyle \{f,f\}=0}
Leibnizregel: {\displaystyle \{f,g\cdot h\}=\{f,g\}\cdot h+g\cdot \{f,h\}}
Jacobi-Identität: {\displaystyle \{f,\{g,h\}\}=\{\{f,g\},h\}+\{g,\{f,h\}\}}
Für ein {\displaystyle f\in A} ist die Poisson-Klammer {\displaystyle D_{f}(-):=\{f,-\}} eine Derivation der Multiplikation, denn es gilt nach den Regeln
{\displaystyle D_{f}(g\cdot h)=\{f,g\cdot h\}=\{f,g\}\cdot h+g\cdot \{f,h\}=D_{f}(g)\cdot h+g\cdot D_{f}(h).}

### Poisson-*-Algebra
Falls {\displaystyle A} eine Poisson-Algebra über {\displaystyle \mathbb {C} } ist, die zusätzlich eine *-Algebra ist und für {\displaystyle \{-,-\}} folgendes
{\displaystyle {\overline {\{f,g\}}}=\{{\overline {f}},{\overline {g}}\}}
erfüllt, so nennt man {\displaystyle A} eine Poisson-*-Algebra.

## Beispiele
- Sei {\displaystyle M} eine Poisson-Mannigfaltigkeit mit der Poisson-Klammer {\displaystyle \{-,-\}} auf dem Raum der glatten Funktionen {\displaystyle C^{\infty }(M)}, dann ist das Paar {\displaystyle (C^{\infty }(M),\{-,-\})} eine Poisson-Algebra.